# Mustarahu
Mustarahu est une île d'Estonie.